# شهرستان لی (آیووا)
شهرستان لی، آیووا (به انگلیسی: Lee County, Iowa) شهرستانی در ایالات متحده آمریکا است که در آیووا واقع شده‌است.